# Paya Baro (Ganda Pura)
Paya Baro is een bestuurslaag in het regentschap Bireuen van de provincie Atjeh, Indonesië. Paya Baro telt 121 inwoners (volkstelling 2010).